# Bansho Shirabesho

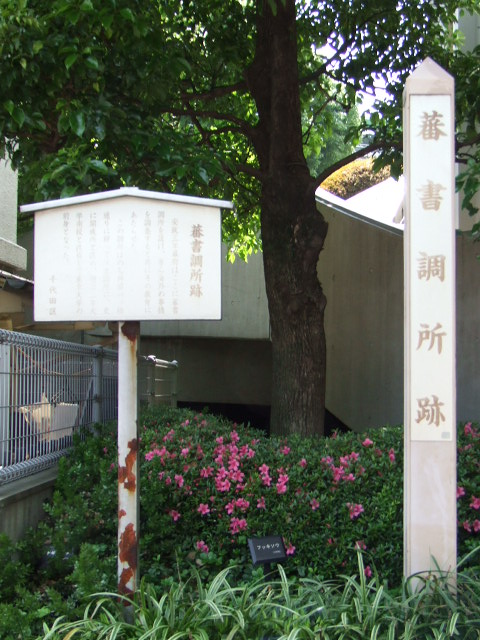
Điểm đánh dấu biểu thị địa điểm của viện

Bansho Shirabesho (蕃書調所 Phiên thư điều sở), hoặc "Viện Nghiên cứu Sách vở Man di" là cơ quan chịu trách nhiệm dịch thuật và nghiên cứu sách vở và ấn phẩm nước ngoài vào cuối thời Edo.